# Der Stürmer

Titlul săptămânalului Der Stürmer

Der Stürmer a fost titlul unui săptămânal nazist, publicat de Julius Streicher din 20 aprilie 1923 până la 1 februarie 1945, aproape până la terminarea celui de- al Doilea Război Mondial.
Publicația purta subtitlul "Wochenblatt zum Kampf um die Wahrheit" (Săptămânal de luptă pentru adevăr). A fost editată la editura Wilhelm Härdel până în 1935, iar după aceea, în editura "Verlag Der Stürmer", înființată de Julius Streicher. La început, tirajul era de câteva mii de exemplare, distribuite la Nürnberg și în împrejurimi, dar din 1933, odată cu venirea la putere a național-socialiștilor, tirajul a crescut substanțial, astfel că în 1938 apărea în aproape 500.000 de exemplare.
Gazeta a fost un important instrument de propagandă nazistă și avea un caracter antisemit vehement. Caricaturistul Philipp Rupprecht (n. 1900) care a lucrat pentru ziar din 1925, sub pseudonimul "Fips", a creat imaginea stereotipizată a evreului cupid, avid de bani, de regulă nebărbierit, cu un nas mare și coroiat. Din 1927, în antetul ziarului a fost tipărit citatul "Die Juden sind unser Unglück" (Evreii sunt nenorocirea noastră), frază rostită în 1879 de istoricul Heinrich von Treitschke (1834-1896), acesta arătând clar intențiile agresive și defăimătoare ale editorului.
Pe lângă propaganda antisemită virulentă, Der Stürmer publica pornografie, propagandă anticatolică, anticapitalistă și antireacționară, cu scopul de a penetra în clasele sociale inferioare. Adolf Hitler l-a sprijinit pe Julius Streicher în activitatea de publicare a ziarului și a insistat ca acesta să primească mijloacele necesare în acest scop.
În ultimul număr, ziarul îi acuza pe Aliații din al Doilea Război Mondial, declarați invadatori, că sunt uneltele unei conspirații evreiești internaționale.